# 福井県立丹南高等学校
福井県立丹南高等学校（ふくいけんりつ たんなんこうとうがっこう、英: Fukui Prefectural Tannan High School）は、かつて福井県鯖江市熊田町にあった公立の高等学校。福井県立鯖江高等学校との統合により、2022年（令和4年）3月末に閉校した。
県内の県立高校としては唯一の総合学科単独高校であった。校章は、鯖江藩主・間部家の家紋「四つ銀杏」をベースにしている。

## 設置学科
1年次に全員「産業と社会」を学び、2年からは各系列に分かれて学ぶ。
- 総合学科
  - 人文科学系列 - 国語、英語、社会を中心に学び、文系大学・短大・専門学校進学を目標とする。
  - 自然科学系列 - 数学、理科、英語を中心に学び、理系大学、短大・看護学校・専門学校への進学を目指す。
  - 生活福祉系列 - 福祉を中心に学び、ヘルパー資格を取得し、介護施設への就職、福祉大学・福祉専門学校への進学を目指す。
  - 情報科学系列 - パソコン、情報ソフトウェア、プログラミング、商業を学び、IT系、商業関係の進学・就職を目指す。
  - アート系列 - 絵画（油絵など）を中心に学び、芸術大学、芸術短大への進学を目指す。
  - デザイン系列 - デジタルデザイン、映像、写真の授業を中心に学び、進学を目指す。
  - 地域文化系列 - 地域の地場産業において活躍するモノづくり人材の育成を目指す。

## 沿革
- 1979年（昭和54年）
  - 10月1日：福井県立学校設置条例の一部改正条例（福井県条例第37号）により福井県立丹南高等学校が設置される（福井県立鯖江高等学校内に事務室を置く）。
  - 10月15日：校訓・校是を定める。
  - 11月27日：体育館完成（事務室を体育館に移転）。
  - 12月11日：校章を定める。
- 1980年（昭和55年）
  - 1月14日：普通教棟（1棟）完成。
  - 2月29日：特別教棟完成。
  - 4月7日：開校式・入学式。
- 1981年（昭和56年）
  - 3月3日：校歌発表会開催。
  - 4月20日：普通教棟・管理教棟・武道館完成。
  - 4月28日：福井県教委より2年間の教育機器（英語教育）研究校に指定される。
  - 5月30日：校舎落成記念式典挙行。
- 1986年（昭和61年）
  - 4月1日：文部省より2年間の学習習熟度別指導研究校に指定される。
  - 5月9日：第2体育館完成。
- 1988年（昭和63年）6月24日：セミナーハウス完成。
- 1991年（平成3年）
  - 3月15日：アーチェリー場完成。
  - 3月20日：新部室完成。
  - 3月22日：CAI教室完成。
  - 4月25日：文部省より2年間の生徒指導研究推進研究校に指定される。
- 1996年（平成8年）4月1日：総合学科を設置。
- 1997年（平成9年）
  - 2月24日：総合学科教棟完成。
  - 4月8日：1997年 - 1998年（平成9年 - 10年）度スクールカウンセラー活用調査研究校に委託される。
- 2001年（平成13年）3月1日：耐震工事完了。
- 2002年（平成14年）4月8日：普通科を募集停止し、総合学科単独校に移行。
- 2003年（平成15年）2月28日：総合学科教棟（生活福祉実習棟）完成。
- 2004年（平成16年）4月1日：普通科閉科により、全学年総合学科単独校となる。
- 2007年（平成19年）4月1日：文部科学省より2年間の「人間としての在り方生き方を考える教育」実践研究校に指定される。
- 2008年（平成20年）
  - 4月23日：文部科学大臣より「読書活動優秀実践校」として表彰を受ける。
  - 10月10日：第7回北信越地区総合学科教育研究大会を当校にて行う。
- 2010年（平成22年）12月17日：普通教棟（南棟）耐震補強・リフレッシュ工事完了。
- 2012年（平成24年）12月27日：管理棟耐震補強・リフレッシュ工事完了。
- 2015年（平成27年）11月30日：武道場耐震補強・リフレッシュ工事完了。
- 2022年（令和4年）
  - 3月5日：最後の卒業式（4クラス）、閉校式。
  - 3月31日：閉校。

## 校歌
作詞：関根栄一、作曲：湯山昭

## 部活動
なぎなた部、アーチェリー部は強化指定部。
- 運動部 - 野球、なぎなた、卓球、バドミントン、アーチェリー、テニス、バレーボール（女）、柔道
- 文化部 - 家庭研究、吹奏楽、美術（デザイン・絵画・立体彫刻）、華道、茶道、写真・映像、パソコン、合唱、演劇、JRC
- 同好会 - 文芸、カルタ、吟詠剣詩舞

## 著名な卒業生
- 萬谷法英 - ミュージカル俳優
- つだみきよ - 漫画家
- 伽奈 - モデル